# Susanne Tiemann
Susanne Tiemann, geborene Bamberg (* 20. April 1947 in Schwandorf), ist eine deutsche Rechtsanwältin, Hochschullehrerin und Politikerin (CDU). 

## Leben
Susanne Bamberg studierte Rechtswissenschaften an der Ludwig-Maximilians-Universität München. An der Universität München promovierte sie über Die staatsrechtliche Stellung der Finanzkontrolle des Bundes. Im Jahr 1969 heiratete sie den angehenden Juristen Burkhard Tiemann. 1975 bekam Susanne Tiemann eine Niederlassung als Rechtsanwältin in München, ab 1980 hatte sie eine eigene Kanzlei in Köln.

## Politik
1970 wurde Tiemann Mitglied der CSU, 1980 wechselte sie zur CDU. Von 1987 bis 1994 war sie Mitglied des Europäischen Wirtschafts- und Sozialausschusses, von 1992 bis 1994 als dessen Präsidentin. Von 1994 bis 2002 war sie Mitglied des Deutschen Bundestages. Sie wurde beide Male über die Landesliste der CDU in Rheinland-Pfalz gewählt.

## Ämter
1988 wurde Tiemann Mitglied des Präsidiums des Bundesverbandes der Freien Berufe, von 1994 bis 1997 war sie Vizepräsidentin der Weltunion der Freien Berufe und von 1992 bis 1994 Präsidentin des Bundes der Steuerzahler.

## Auszeichnungen
1993 erhielt Tiemann den Preis Frauen Europas der Europäischen Bewegung Deutschland. Ein Jahr später erhielt sie vom Vertreter der französischen Regierung die Voltairemedaille für ihre Verdienste im europäischen Integrationsprozess.

## Familie
Aus der 1969 geschlossenen Ehe mit dem katholischen, 1945 geborenen Burkhard Tiemann, der 1979 Hauptgeschäftsführer der Kassenzahnärztlichen Bundesvereinigung wurde, gingen die drei Kinder Julia, Konstantin und Sophie hervor.